# Žalm 136
Žalm 136 („Chválu vzdejte Hospodinu, protože je dobrý“) je biblický žalm. V překladech, které číslují podle Septuaginty, se jedná o 135. žalm. Jedná se o děkovnou litanii původně určenou pro sváteční chrámovou bohoslužbu a už v Talmudu se o něm mluví jako o „velkém Halelu“.

## Užití v liturgii
V židovské liturgii je žalm podle siduru součástí ranní modlitby na Šabat a svátky, a to v části zvané Psukej de-zimra („Verše písní“), a je též zahrnut do pesachové Hagady.